# لي روجرز (مغن مؤلف)
لي روجرز (بالإنجليزية: Lee Rogers)‏ هو مغن مؤلف بريطاني، ولد في 21 فبراير 1977.

## وصلات خارجية
- الموقع الرسمي
- لي روجرز على موقع ميوزك برينز (الإنجليزية)